# Rina Marsa
Rina Marsa (* 5. Januarjul. / 18. Januar 1904greg. im Kaukasus, Russisches Kaiserreich; † im 20. Jahrhundert) war eine russischstämmige Schauspielerin im deutschsprachigen Film.

## Leben und Wirken
Rina Marsas Familie floh während der russischen Revolution von Tiflis nach Konstantinopel (Istanbul). Dort arbeitete Rina Marsa in einem kleinen Vorstadtkino als Stummfilmpianistin. Dann ging sie nach Paris, wo sie eine Arbeit als Mannequin fand. Nach einer Modenschau sprach sie der amerikanische Regisseur Monta Bell an, der ihr anbot, nach Hollywood zu gehen. Als sie seinen Vorschlag ablehnte, weil sie kein Englisch sprach, vermittelte er ihr eine Begegnung mit dem UFA-Produzenten Erich Pommer, der sich derzeit in Paris aufhielt.
1928 wurde sie von der UFA verpflichtet und spielte zunächst Nebenrollen an der Seite von weiblichen Stars wie Brigitte Helm und Jenny Jugo. Im Jahr darauf kam ihre Karriere in Schwung, als die Deutsche Universal unter der Leitung von Joe Pasternak und Wilhelm Dieterle in seiner Funktion als Regisseur und Hauptdarsteller Marsa verpflichtete. Sie übernahm Filmhauptrollen in Ludwig der Zweite, König von Bayern, wo sie die Herzogin Sophie verkörperte, und als Baronin Prankha in „Das Schweigen im Walde“.
Vertreter des österreichischen Films wurden auf sie aufmerksam und boten ihr Filmprojekte an. Rina Marsa reiste 1929 für Rollen in Stummfilmen nach Wien, wo sie für zwei Produktionen der Listo-Film, beide Male an der Seite von Julius Szöreghi, Wolf Albach-Retty, Mary Kid und Mizzi Griebl, vor der Kamera stand.
Wie vielen anderen Stummfilmdarstellern gelang auch Rina Marsa der Übergang zum Tonfilm nicht. Nach nur drei Filmen zwischen 1931 und 1932 verschwand die Exilrussin aus dem Blickfeld der Öffentlichkeit. Zuletzt sah man sie in der Nebenrolle als Fräulein de la Roche in Robert Siodmaks 1932 gedrehter Verfilmung der Stefan-Zweig-Novelle Brennendes Geheimnis.
Vermutlich erhielt Marsa im Dritten Reich Auftrittsverbot. Über ihren weiteren Lebensweg ist derzeit nichts bekannt.

## Filmografie
- 1928: Die Yacht der sieben Sünden
- 1928: Die blaue Maus
- 1929: Auf Leben und Tod
- 1929: Jugendsünden
- 1929: Geheimpolizisten
- 1929: Das Schweigen im Walde
- 1929: Ludwig der Zweite, König von Bayern
- 1929: General Babka
- 1929: Der Onkel aus Sumatra
- 1930: Liebe und Champagner
- 1931: Arm wie eine Kirchenmaus
- 1931: Nie wieder Liebe (auch franz. Vers.: Calais-Douvres)
- 1933: Brennendes Geheimnis